# Бутін
Бутін (рум. Butin) — село у повіті Тіміш в Румунії. Адміністративно підпорядковане місту Гетая.
Село розташоване на відстані 384 км на захід від Бухареста, 48 км на південь від Тімішоари.

## Населення
За даними перепису населення 2002 року у селі проживали 436 осіб.
Національний склад населення села:
| Національність | Кількість осіб | Відсоток |
| -------------- | -------------- | -------- |
| словаки        | 338            | 77,5%    |
| румуни         | 91             | 20,9%    |

Рідною мовою назвали:
| Мова      | Кількість осіб | Відсоток |
| --------- | -------------- | -------- |
| словацька | 337            | 77,3%    |
| румунська | 91             | 20,9%    |